# Luna 16
Luna 16 (em russo: Луна que significa lua), foi a designação da primeira missão robótica bem sucedida, conduzida pela União Soviética, com o objetivo de pousar na Lua e retornar uma amostra do solo lunar para a Terra. A espaçonave usada nessa missão era do tipo E-8-5.

## A espaçonave
A espaçonave consistia de dois estágios interligados: um estágio de descida e um estágio de subida montado sobre o primeiro. O estágio de descida era um cilindro montado sobre um conjunto de tanques esféricos com quatro "pernas", um motor principal e jatos auxiliares para atuar durante a descida diminuindo a velocidade. O estágio de subida, era um cilindro menor com o topo arredondado. Ele carregava um recipiente hermeticamente fechado para a amostra de solo dentro de uma capsula de reentrada esférica.

## A missão

### Lançamento
O lançamento da Luna 16, ocorreu em 12 de Setembro de 1970 as 13:25:53 UTC, através de um foguete Proton-K, a partir do Cosmódromo de Baikonur que a levou a uma órbita de espera intermediária e em seguida impulsionada em direção à Lua.

### Percurso e órbita
Depois de uma manobra de correção de curso realizada em 13 de Setembro, a Luna 16 entrou em órbita circular a 111 km da superfície da Lua com 70° de inclinação, em 17 de Setembro de 1970. Nessa órbita foram efetuados estudos sobre a gravidade lunar. Depois de dois ajustes orbitais, realizados em 18 e 19 de Setembro, o perilúnio foi diminuído para 15,1 km e também foi alterada a inclinação em preparação para o pouso.

### Pouso
Depois dessas correções, o motor de frenagem principal foi acionado em 20 de Setembro as 05:12 UTC, pousando suavemente na superfície seis minutos depois, as 05:18 UTC, a Nordeste de um local conhecido como "Mar da Fertilidade", aproximadamente 100 km a Oeste da cratera Webb e 150 km ao Norte da cratera Langrenus, tornando-se o primeiro pouso no lado oculto da Lua, já que o Sol havia se posto cerca de 60 horas antes.
O motor principal de descida foi desligado a uma altitude de 20 m e os jatos de apoio foram cortados a 2 m de altura a uma velocidade de 2,4 m/s, seguida por uma queda livre vertical. A massa da espaçonave durante o pouso era de 1.880 kg.

### Coleta
Menos de uma hora depois do pouso, as 06:03 UTC, uma broca automatizada perfurou durante 7 minutos, cerca de 35 cm do solo lunar recolhendo amostras em seu interior. Em seguida suspendeu o recipiente com as amostras, depositando-o no interior da cápsula de reentrada esférica localizada no módulo de subida, no topo da espaçonave.

### Retorno
Finalmente, depois de 26 horas e 25 minutos na superfície lunar, o módulo de subida foi acionado partindo a Lua em direção à Terra. Três dias depois, sem necessidade de correção de curso, numa trajetória direta, a cápsula com 101 gramas de amostra de solo lunar reentrou na atmosfera terrestre à velocidade de 11 km/s. O paraquedas foi acionado e a cápsula pousou a 80 km a Sudeste da cidade de Dzhezkazgan no Cazaquistão as 05:25 UTC de 24 de Setembro de 1970.

## Recordes
A FAI reconheceu três recordes mundiais estabelecidos pela Luna 16 em espaçonaves de classe "C" na época:
- Maior massa a pousar na superfície lunar
- Maior massa retornada à Terra a partir da superfície lunar
- Maior massa de amostras retornada à Terra por uma espaçonave automática

## Legado
| Missão Lunar | Quantidade Retornada | Ano  |
| ------------ | -------------------- | ---- |
| Luna 16      | 101 g                | 1970 |
| Luna 20      | 55 g                 | 1972 |
| Luna 24      | 170 g                | 1976 |
| TOTAL        | 326 g                |      |

Três pequenas amostras (0.2 g cada) do solo lunar obtido com a Luna 16 foram leiloadas pela Sotheby's em 1993 por US$ 442.500,00.
Uma série de selos comemorativos de 10 copeques (centavos de Rublo) relativos ao voo da Luna 16, exibindo os principais estágios da missão foi liberada em 1970.

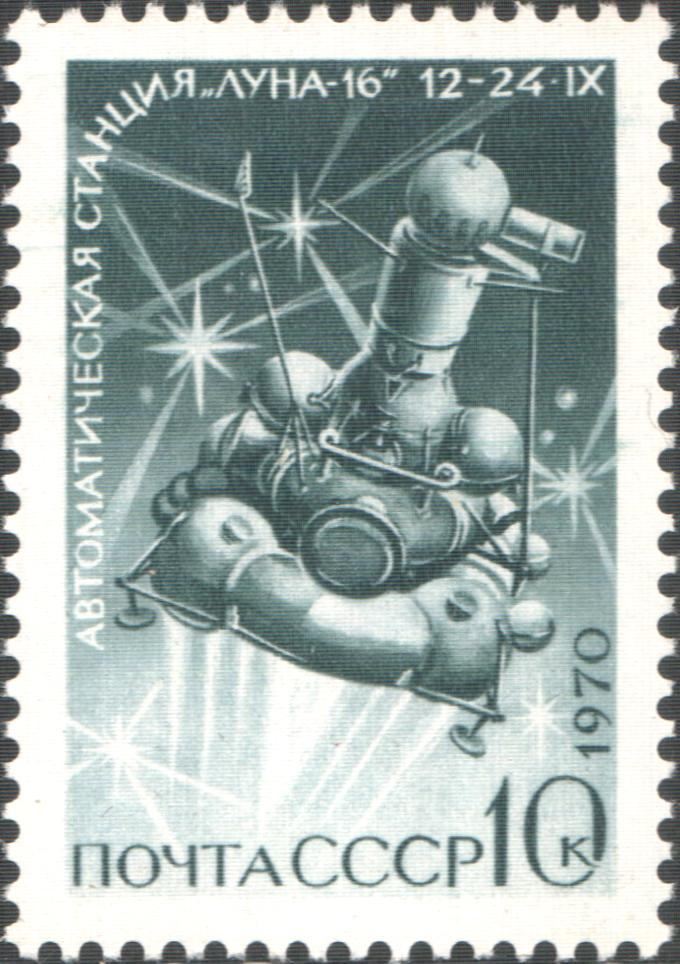
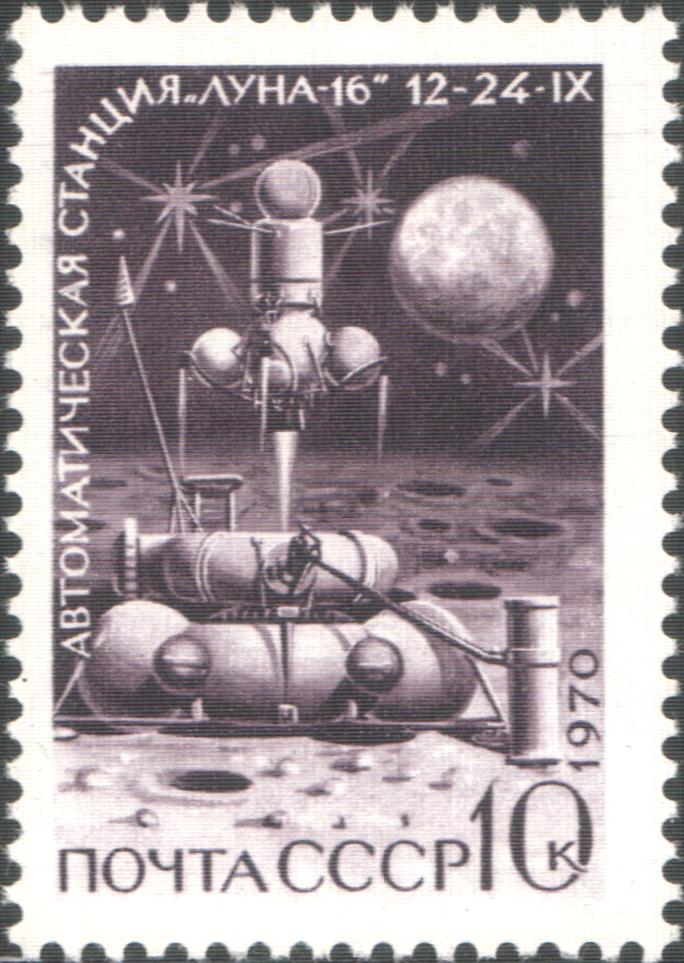
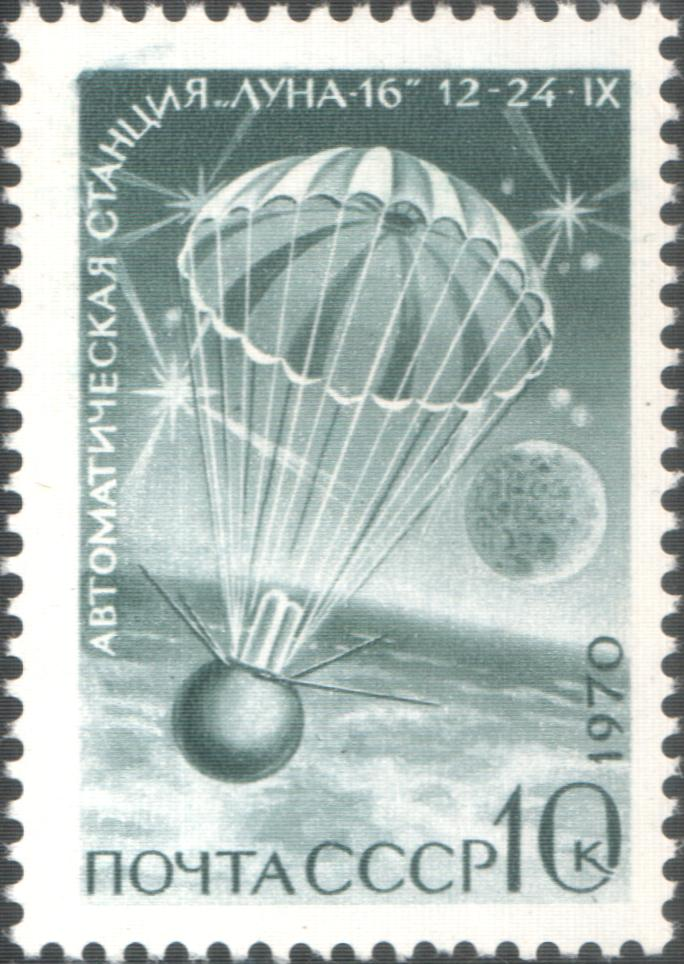